# Рокфеллер, Майкл
Майкл Рокфеллер (англ. Michael Rockefeller; 18 мая 1938 — предположительно 1961) — американский этнограф и антрополог, исследователь, сын политика и банкира Нельсона Олдрича Рокфеллера. Пропал без вести во время экспедиции в Новой Гвинее.

## Биография
Майкл Рокфеллер родился в 1938 году в семье американского банкира Нельсона Олдрича Рокфеллера, являлся правнуком первого долларового миллиардера Джона Рокфеллера. С детства Майкл интересовался историей и антропологией, что поддерживалось его отцом. Он много времени проводил в институте антропологии, который финансировало семейство Рокфеллеров. Майкл решил стать учёным, для чего поступил в Гарвардский университет. В 1960 году он окончил его, несколько месяцев отслужил в американской армии.
Майкл Рокфеллер мечтал отправиться в научную экспедицию в Океанию, собрать коллекцию, рассказывавшую о жизни и быте аборигенов. Нельсон Рокфеллер приветствовал это решение сына и выделил деньги на поездку.

## Экспедиция в Океанию
Майкл Рокфеллер отправился в экспедицию осенью 1961 года вместе с голландским этнографом Рене Вассингом. Они наняли двух проводников из местных жителей — неких Лео и Симона, и вместе с ними колесили по поселениям аборигенов, выменивая их предметы быта и искусства на металлические изделия. Рокфеллер и Вассинг скупали, среди прочего, также разукрашенные человеческие черепа. Через некоторое время они собрали целую коллекцию, которая позже была помещена в экспозицию Нью-Йоркского музея первобытного искусства, но на достигнутом решили не останавливаться. Они решили отправиться в поселение местного людоедского племени асматов, чтобы заполучить уникальные предметы.
Аборигены отговаривали Рокфеллера ехать к асматам, говоря, что в этом племени бытуют суеверия, что душа человека переходит к тому, кто его убил и съел, а шаман одного из племён сказал ему, что он видит «маску смерти» на его лице.
Несмотря на уговоры аборигенов не ехать, 17 ноября 1961 года Рокфеллер, Вассинг, Лео и Симон отправились к асматам. Рокфеллер выменял самодельную лодку у аборигенов, подвесил на неё мотор и отправился вместе со своими спутниками к дальнему поселению асматов вдоль побережья, несмотря на то, что лодка была явно перегружена. Через некоторое время мотор лодки заглох в Арафурском море, у устья реки Эйланден. До берега было около трёх миль, и проводники экспедиции Лео и Симон, привязав к себе канистры из-под топлива, поплыли к берегу. Им удалось достичь берега, несмотря на опасность подвергнуться нападению крокодилов, но они заблудились в джунглях и были обнаружены лишь через несколько дней.
Рокфеллер и Вассинг оставались в лодке, однако вскоре её перевернуло волной. Некоторое время они дрейфовали на обломках. 19 ноября Рокфеллер сказал Вассингу, что вплавь доберётся до берега. Вассинг отказался плыть с ним, и видел, как он поплыл к берегу. Больше Майкла Рокфеллера никто не видел. Спустя несколько часов Вассинг был обнаружен гидросамолётом нидерландских военно-морских сил, а затем шхуна «Тасман» подобрала его. Когда Вассинг пришёл в себя, он рассказал обо всех обстоятельствах. На поиски Майкла Рокфеллера были брошены большие силы, но никаких следов обнаружить не удалось. Вскоре из Нью-Йорка прилетел Нельсон Рокфеллер, спонсировавший поиски сына, однако тело Майкла Рокфеллера так и не было обнаружено.

## Версии исчезновения
До сих пор точно не установлено, что произошло с Майклом Рокфеллером. Многие склонялись к тому, что утонуть в реке или подвергнуться нападению крокодилов он не мог. По самой распространённой версии, Рокфеллер был убит и съеден асматами. По словам христианского миссионера Яна Смита, чья миссия находилась невдалеке от поселения асматов, он видел, что аборигены несли одежду пропавшего исследователя, более того — они показывали ему кости, которые могли принадлежать Майклу. Вскоре Смит погиб, и более подробно выяснить это не удалось. Другой миссионер утверждал, что аборигены также рассказывали ему о убитом и съеденном юноше, чей череп с «железными глазами» (вероятно, очками, которые всегда носил Рокфеллер) хранился у шамана племени, но никаких подтверждений этому не нашлось. Также распространена версия о том, что Рокфеллер был убит асматами, испугавшимися, что он — морское чудовище, вышедшее из воды. По их поверьям, чудовища имели человеческий облик и белый цвет кожи.
В 2014 г. вышла книга «Дикий урожай» путешественника Карла Хоффмана, а в 2011 г. на Netflix вышел документальный фильм Фрейзера Хестона «В поисках Майкла Рокфеллера». Авторы утверждают, что беседовали со свидетелем, католическим миссионером, Хубертом ван Пейем, обнаружили плёнку 1969 г. Милта Маклина, редактора журнала Argosy, документы голландской администрации, свидетельствующие в пользу версии о том, что Майкл был убит и съеден аборигенами племени асматов. Голландские власти, по мнению авторов, скрыли свидетельства в силу желания не допустить крупного международного скандала в сложной политической ситуации того времени, когда Голландия боролась за сохранение контроля над колонией в Новой Гвинее в ООН. Существуют версии о том, что причиной агрессии против Майкла могли стать жесткие действия голландской администрации, незадолго до гибели Майкла проводившей рейд по усмирению агрессивных племен и прекращению кровопролитных межплеменных войн, а также предыдущие действия самого Майкла, который, по свидетельству датского писателя и путешественника Арне Фальк-Рённе, провоцировал аборигенов к агрессии друг против друга, обещал и раздавал ценные в первобытном обществе металлические топоры в качестве оружия, в надежде получить в обмен антропологические артефакты типа «куши» (разукрашенные черепа) и отснять шокирующие киноплёнки кровавых сцен для «Нью-Йоркского Музея Примитивного Искусства» своего отца, в котором он, незадолго до этого, получил должность в совете директоров и начинал свою карьеру в бизнесе.

## Документальные фильмы
- «Пропавшая экспедиция Рокфеллера» из цикла «Тайны века».
- «Исчезновение Майкла Рокфеллера», документальный сериал «Исчезновения».
- «В поисках Майкла Рокфеллера», документальный фильм Фрейзера Хестона, 2011.